# Cassette Beasts
Cassette Beasts é um jogo do gênero RPG eletrônico desenvolvido pela Bytten Studio e publicado pela Raw Fury. Foi lançado para PC em 26 de abril de 2023 e para Xbox Series X/S, Xbox One e para Nintendo Switch em 25 de maio de 2023. Foi lançado simultaneamente no Xbox Game Pass na mesma data de lançamento para PC.
O jogo é inspirado na série de jogos eletrônicos Pokémon e segue o progresso do jogador enquanto ele se transforma em feras utilizando um toca-fitas enquanto tenta voltar para sua casa. Cassette Beasts recebeu críticas geralmente favoráveis, que comentaram positivamente sobre sua complexidade em comparação à série Pokémon.

## Jogabilidade

O sistema de batalha do jogo envolve ataques baseados em turnos com feras(ou bestas) nas quais o jogador e seu companheiro se transformaram

Cassette Beasts é um jogo de domesticação de monstros que tem várias semelhanças com a série Pokémon. É jogado sob uma visão em terceira pessoa com perspectiva aérea e que consiste em três telas básicas: um mundo superior na ilha de New Wirral, para onde o jogador foi transportado; uma tela de batalha de visão lateral; e uma interface de menu na forma de um toca-fitas, onde o jogador pode configurar suas bestas, itens e demais configurações.
O jogador pode usar suas feras para lutar contra outras feras. O jogo inicialmente oferece a escolha entre "assustador ou fofo"(do original spooky or sweet) para sua primeira escolha de besta e, ao contrário de Pokémon, o personagem principal é capaz de se transformar nas feras para lutar. O jogo evita o formato de encontro aleatório dos primeiros jogos Pokémon, e todas as feras são visíveis no mundo superior. Durante as batalhas, cada fera pode usar ataques atribuídos com adesivos, que podem ser transferidos entre diferentes feras. As feras têm pontos de vida que determinam se podem ser usadas, e o personagem do jogador tem sua própria barra de saúde, que ao chegar a zero significa que o jogador é enviado de volta para Harbourtown. É o jogador que recebe pontos de experiência em vez das feras, o que significa que os jogadores fornecem estatísticas básicas que as feras adicionam, proporcionando liberdade para experimentar diferentes combinações.
Gravar feras da ilha é parte integral do jogo. O combate usa vários debuffs e leva bastante em consideração sobre como diferentes elementos reagiriam uns aos outros ao usar movimentos diferentes. Monstros diferentes têm ataques de status diferentes e forças e fraquezas elementais, que podem ter consequências abrangentes (por exemplo, um ataque do tipo relâmpago vitrificará um monstro do tipo terra, transformando-o em um monstro do tipo vidro). Qualquer um dos monstros do jogo pode ser temporariamente "fundido" em outro monstro durante o combate. Existem 120 monstros no jogo, mas também existem mais de 14.000 fusões.
New Wirral, o mundo em que se passa jogo, é um mundo aberto. Gravar certos tipos de monstros dá ao personagem mais movimentos, que podem ser usados fora de combate, para explorar a ilha. O jogador pode receber missões de pessoas em Harbourtown e também pode receber dicas sobre onde ir a seguir. O jogador também pode encontrar baús e quebra-cabeças escondidos caminhando e explorando o mundo aberto. O jogo inclui um modo permadeath (ou morte permanente) (semelhante às regras do Pokémon Nuzlocke), onde as bestas que são derrotadas morrem permanentemente no jogo, e um randomizador de mapa, para aumentar a rejogabilidade.
O enredo do jogo segue o personagem do jogador quando ele acorda na praia de New Wirral, para onde foi transportado da Terra. O personagem do jogador tenta voltar para sua casa ao ser ajudado por outras pessoas que também estão presas na ilha. O jogador encontra vários companheiros durante o jogo e pode fortalecer seu relacionamento com eles lutando ao lado deles, completando suas missões e conversando com eles em uma fogueira enquanto descansam. As missões no jogo incluem derrotar todos os Capitães Ranger, que são semelhantes aos líderes de ginásio da série Pokémon, e uma missão pessoal para a companheira Kayleigh, que envolve enfrentar um culto do qual ela já havia feito parte anteriormente. O jogo inclui um sistema de classificação de amizade semelhante (mas mais simples) ao empregado na série de videogames Persona, e o jogador é capaz de se envolver em um romance simples com companheiros(as).

## Desenvolvimento
Cassette Beasts foi desenvolvido pela Bytten Studio, com sede no Reino Unido, uma empresa de dois funcionários em tempo integral, Jay Baylis e Tom Coxon. Ambos os membros da equipe tinham experiência anterior trabalhando na Chucklefish e trabalharam em ambos Wargroove e Starbound. Eles também tinham no seu time um animador, um ilustrador de personagens e um músico (irmão de Jay, Joel) que trabalhava de meio período no decorrer do desenvolvimento do jogo. Baylis e Coxon projetaram o jogo para ser direcionado a adultos que cresceram com Pokémon e podem estar procurando por uma história mais profunda e uma mecânica de jogo mais complexa. Para criar as 14.000 fusões possíveis no jogo, os desenvolvedores fizeram os monstros modulares, permitindo que as peças fossem combinadas automaticamente pelo jogo. O combate no jogo foi inspirado nas séries Final Fantasy e Dragon Quest, especificamente os aspectos onde os efeitos de status podem interromper o ímpeto na batalha. O enredo do jogo se inspira no conceito de isekai, onde o personagem principal é transportado em um portal para outra dimensão, mas distorce as convenções do gênero ao fazer com que todos os presentes também tenham sido transportados para a ilha de maneira semelhante. Em entrevista, Baylis disse que essa abordagem da trama permitiu que eles colocassem o foco nas pessoas que estavam presentes.
O jogo foi desenvolvido usando o o motor de desenvolvimento de jogos Godot, devido à eficiência do fluxo de trabalho, e Coxon observou que, sem ele, eles não poderiam ter desenvolvido o jogo sozinhos. O uso do motor Godot dificultou a portabilidade do jogo para consoles. O jogo foi lançado simultaneamente no Xbox Game Pass no dia do lançamento.

## Recepção
Cassette Beasts recebeu críticas "geralmente favoráveis", de acordo com o agregador de críticas Metacritic. O GamesRadar+ notou que o feedback dos jogadores no Steam foi extremamente positivo, com usuários elogiando o jogo por seu preço baixo e comparando-o positivamente com Pokémon.
Vários críticos sentiram que o jogo era uma melhoria da série de videogames Pokémon. Caelyn Ellis do Eurogamer, disse que amava Cassette Beasts, embora gostasse apenas de Pokémon, e sentiu que era como uma música remixada que era melhor do que a original. Des Miller da RPG Fan's, sentiu que a inspiração Pokémon do jogo era óbvia, mas que era única por causa de "sua estética, design e, o mais importante, seu coração". Katharine Castle, do Rock, Paper, Shotgun, observou que era um jogo Pokémon para adultos, descrevendo-o como um "ramo evolutivo" da série. Ellis concordou com o sentimento de Castle, dizendo: "De todos os desvios da fórmula Pokémon padrão, o que mais aprecio é que Cassette Beasts não é forçado a atender crianças mais novas."
Os estilos gráfico e musical do jogo foram elogiados pela crítica. Miller chamou o design do jogo de "impressionante" e observou que a pixel art "brilha" nas batalhas, mas também observou que às vezes pode ser difícil ver as informações por causa da paleta de cores do jogo. Ellis elogiou a música do jogo em particular, chamando-a de "absolutamente adorável" e destacando um tema musical que alterna entre uma versão vocal e instrumental ao entrar e sair de edifícios. Miller concordou com Ellis, chamando o design de som de "excelente". Ben Sledge, 's The Gamer, disse que "gostou dos designs" das feras, mas não se sentiu tão positivamente com as fusões, a maioria das quais foram geradas proceduralmente.
A versão do jogo para Nintendo Switch recebeu críticas geralmente positivas, que destacaram problemas de desempenho específicos do Switch com o jogo. Lowell Bell, da Nintendo Life, observou que o jogo "travava por um ou dois minutos" quando o jogo era inicializado, o jogador entrava em uma nova área no mapa e durante todas as cenas.